# La Rambla (Córdoba)
La Rambla es un municipio y localidad española de la provincia de Córdoba, en la comunidad autónoma de Andalucía. En 2016 contaba con 7576 habitantes. Su extensión superficial es de 137,8 km² y tiene una densidad de 54,98 hab/km². Se encuentra situado en la comarca de la Campiña Sur, a una altitud de 358 metros y a 41 kilómetros de la capital de provincia, Córdoba.

## Historia

#### Prehistoria
Sobre el lugar que ocupa actualmente La Rambla, se asentó un poblado prehistórico en el lugar llamado La Minilla, donde hace algunos años se hallaron en una zanja calcolítica unos vasos campaniformes con más de 3000 años de antigüedad.

#### Historia Antigua
Existen evidencias de civilizaciones que se establecieron con carácter permanente en tierras rambleñas. En octubre de 2020 se encontró una escultura en muy buen estado de conservación, denominada la leona de La Rambla, de piedra, que representaba una leona comiéndose a otro animal. Se cree podría ser una escultura íbera de unos 2500 años de antigüedad. Sin embargo, este hallazgo se encuentra a varios kilómetros de distancia de la ciudad. También hay evidencias del periodo íbero en el cerro de Cabeza del Rey, entre La Rambla y Montemayor, con varios muros y cerámicas fragmentadas. 
Por otro lado, existen varios restos encontrados dentro del casco histórico que evidencian la llegada de Roma a territorio rambleño. Durante la etapa republicana, el territorio estaba incluido en la Hispania Ulterior, y posteriormente, en tiempos de Augusto, pasa a denominarse Baetica. Esta se dividía en cuatro conventus iuridici, cuyas capitales de la actual campiña cordobesa fueron los conventus Astigitanus y Cordubensis. El primero de ellos, actual Écija, englobaba los núcleos conocidos que rodean a La Rambla, Ulia (Montemayor), Epagrum (Aguilar de la Frontera), y Sabetum, el cual algunos investigadores piensan que fue el nombre romano del núcleo urbano.
En septiembre de 1984, fue encontrado en el antiguo cuartel de la Guardia Civil un bloque de caliza negra con vetas blancas, partida en dos fragmentos, fechado del año 49 a. C. por los cónsules Claudius Marcellus y L. Cornelius Lentulus. Además, existe toda una serie de datos que atestiguan la presencia romana, como la existencia de silos en casas particulares, así como alguna inscripción sepulcral encontrada en el lado oriental de los alrededores de La Rambla. Otros testimonios encontrados en los alrededores son, el descubrimiento en 1904, en el lugar llamado cerro del Plomo, de "grandes pedazos de mosaico de primorosa labor", así como pequeñas cañerías, junto con un pequeño ídolo de Cupido, que posiblemente fuera algún templo dedicado a Venus. Cabe destacar, una cabeza diademada de Venus del siglo I d. C., encontrada en el año 1745 en las casas de D. Pedro Fernández de Córdoba. Actualmente, esta cabeza se encuentra en el museo de Málaga. 

#### Historia Medieval
Tras la invasión y dominación musulmana de la península ibérica en el año 716, es de imaginar que La Rambla (Rammla en árabe), por su pertenencia a la cora de Córdoba, capital de al-Ándalus, comenzara a prosperar económicamente. Dentro de estas coras, existían diversas comarcas, denominadas iqlim/aqalim, que concentraban varios núcleos de población. En el caso del iqlim de Rammla, había 26 castillos, 35 torres y 102 aldeas, siendo el más próspero de todos los cordobeses al tener mayor población y extensión, así como una tierra mucho más fértil.
No hay registros documentales que confirmen la fecha de la reconquista de la villa de La Rambla por el ejército castellano. Sin embargo, podría considerarse como fecha de inicio un poco después de la reconquista de la ciudad de Córdoba, por Fernando III, entre 1236 y 1240. Hay dos fechas, sin base científica, que se dicen posibles a la conquista. Una otorgada por un manuscrito de 1870, donde se cita que La Rambla y su castillo fue conquistada por Fernando III el 15 de agosto de 1240, y otra por Fernando J. López Cárdenas, que según el denominado Chronicón de Enrique Vaca de Alfaro, estos territorios fueron conquistados en 1237, el 18 de julio de ese año, haciendo el rey Santo con las villas de Aben Cález, Santa Cruz y Montemayor, y en agosto los castillos de Montilla, La Rambla y Montalbán.
Los primeros datos que confirman la conquista de la villa rambleña, dicen que al menos hasta 1241, no estaba ni siquiera poblada, según un pleito entre la villa de Santaella y el concejo de Córdoba, por la dehesa de Monturque explicando que: "e que no fazía al caso dezir que avía de ser llamado conçejo de la Rambla para la data d´ella, e que ante que la villa de la Ranbla fuese poblada hera la dicha dehesa de Monturque del dicho conçejo e villa de Santaella, dada a ella desde que se avia ganado de moros e avia seydo acabada e conplida la dicha posesion e prescrición ynmemorial antes de la dicha poblacion de la dicha villa de la Ranbla". En 1259, se cita la carrera de La Rambla como núcleo de población, y en 1264, se cita la parroquia de Nuestra Señora, confirmando así su estatus de aldea con población permanente. En un primer inicio dicho estatus, se mantiene hasta el siglo XV, cuando ya asciende a categoría de villa, pues en 1423, se cita a su alcalde, Alfón Gómez. Desde 1476 se consolida como villa, citándose en varios documentos y testimonios de su población.
El concejo de Córdoba, perteneciente a la Corona de Castilla, fue la máxima representante de la administración del territorio en los siglos bajomedievales, siendo La Rambla villa realenga, y por tanto articuladora y administradora de toda su jurisdicción, con su propio concejo y sus respectivos oficiales. Debido a su localización estratégica, en un punto intermedio, y cruce de caminos entre las ciudades más importantes de Andalucía, durante el medievo fue común la visita de la corte real, conociéndose, según las crónicas de la época, las estancias de reyes de Castilla, como Pedro I,  Enrique IV y los Reyes Católicos. Desde su conquista, La Rambla mantendrá su condición defensiva, ya que hay referencias a su castillo y torre, hasta dejar de tener función militar. En 1480 la tenencia del castillo fue otorgada a Gonzalo Fernández de Córdoba. 

Durante la guerra de Granada (1482 - 1492), la villa de La Rambla, como villa de realengo, fue uno de los enclaves elegidos por los Reyes Católicos para su base militar, quedando varios registros de correspondencia enviada entre los monarcas, y para las diferentes campañas militares del ejército castellano contra el reino nazarí. En el domingo de Ramos del año 1487, el Rey Fernando II de Aragón escribe lo siguiente: 
“Mi señora.- Suplícola me haga saber como está, y esté muy alegre, que espero que nuestro Señor que pronto tengo de enviar a suplicar a vuestra Señora  que venga a do estaremos con mucha alegría. A mi retentándome a la unimidad, que nunca pude dormir ésta noche de soledad, pero no oso pensar en cosa que parezca el rostro triste. Anoche vino aquí D. Alonso que le envié llamar para mandar correr las sierras de Loja y Antequera, y poner más guardas. Contóme que ayer había llegado a su casa una alaqueque de Málaga con muchos rehenes, contaba que había estado en división sobre mi ida, y que en un lugar de gomeles que serían trescientos se fueron descontentos de Vélez. No se a que parte los eché, pero creo que toda la rencilla fue por prevenir a Vélez pareciendo que no lo hacían claro. Nuestro Señor les deshará sus pensamientos. Suplico a Vuestra Señora que me haga saber cómo están mis hijos. Beso sus manos. Nuestro Señor os guarde más que a todos. En La Rambla día de Ramos ocho de Abril de 1487. A mi Señora” 

#### Historia Moderna
El 6 de febrero de 1521 La Rambla vivió el acontecimiento histórico más importante durante el reinado de Carlos I, al reunirse en ella las ciudades anticomuneras de Andalucía para ratificar al Rey. La Rambla era villa de realengo perteneciente a la jurisdicción de Córdoba. En 1647 Felipe IV le permite nombrar alcalde mayor, pero cinco años más tarde la entrega al Conde Duque de Olivares, cuyo heredero, el marqués de El Carpio, la vende en 1677 a los marqueses de Almodóvar, más tarde señores de La Rambla.

#### Historia Contemporánea
El 14 de agosto de 2021 se alcanzaron los 47,6 °C en este municipio, la temperatura más alta registrada en España.

## Demografía
La Rambla cuenta con una población de 7438 habitantes (INE 2024).
| Gráfica de evolución demográfica de La Rambla entre 1842 y 2021                                                                                             |
| |
| Población de derecho según los censos de población del INE Población de hecho según los censos de población del INEEn este censo se denominaba Rambla: 1857 |

Teniendo en consideración los datos obtenidos desde el comiendo del segundo milenio, durante la primera década, la ciudad de La Rambla experimentó un crecimiento constante, hasta alcanzar un máximo de 7.640 habitantes en el año 2011. En los años posteriores, la evolución de población, ha tenido una tendencia estable, con un receso en población, siempre en unos rangos entre 7.500 - 7600 personas. El mínimo histórico de la última década se alcanzó en el año 2019 con 7.493 habitantes.

## Economía
Su principal fuente de riqueza sigue siendo la agricultura, aunque destaca la incipiente y próspera industria alfarera, con más de 110 fábricas que distribuyen sus productos por todo el mercado nacional, y de manera progresiva se va incorporando al mercado internacional. Aun siendo la industria alfarera la más importante, no es la única, cuenta también con una moderna fábrica de harina, de las más grandes de España, otras de maquinaria agrícola, y las cooperativas olivareras. Contaba hasta hace muy poco con una cooperativa vitivinícola, actualmente en liquidación.
Se está viendo un empuje elevado de empresas del mueble, con unas 40 industrias. Centros comerciales especializados en artículos de regalo hacen de La Rambla un gran centro comercial de la comarca.

## Administración y gobierno
| Legislatura     | Nombre                  | Grupo    |
| --------------- | ----------------------- | -------- |
| 1979-1983       | Francisco Múrez García  | PCE-A    |
| 1983-1987       | Enrique Ruz Villegas    | PSOE-A   |
| 1987-1991       | Juan Jiménez Campos     | IU-LV-CA |
| 1991-1995       | Juan Jiménez Campos     | IU-LV-CA |
| 1995-1999       | José Espejo Ruz         | IU-LV-CA |
| 1999-2003       | José Espejo Ruz         | IU-LV-CA |
| 2003-2007       | Juan Gálvez Pino        | IU-LV-CA |
| 2007-2011       | Manuel Fernández Campos | PSOE-A   |
| 2011-2015       | Juan Jiménez Campos     | IU-LV-CA |
| 2015-2019       | Alfonso Osuna Cobos     | IU-LV-CA |
| 2019-2023       | Jorge Jiménez Aguilar   | PP       |
| 2023-actualidad | Jorge Jiménez Aguilar   | PP       |

## Patrimonio artístico y monumental

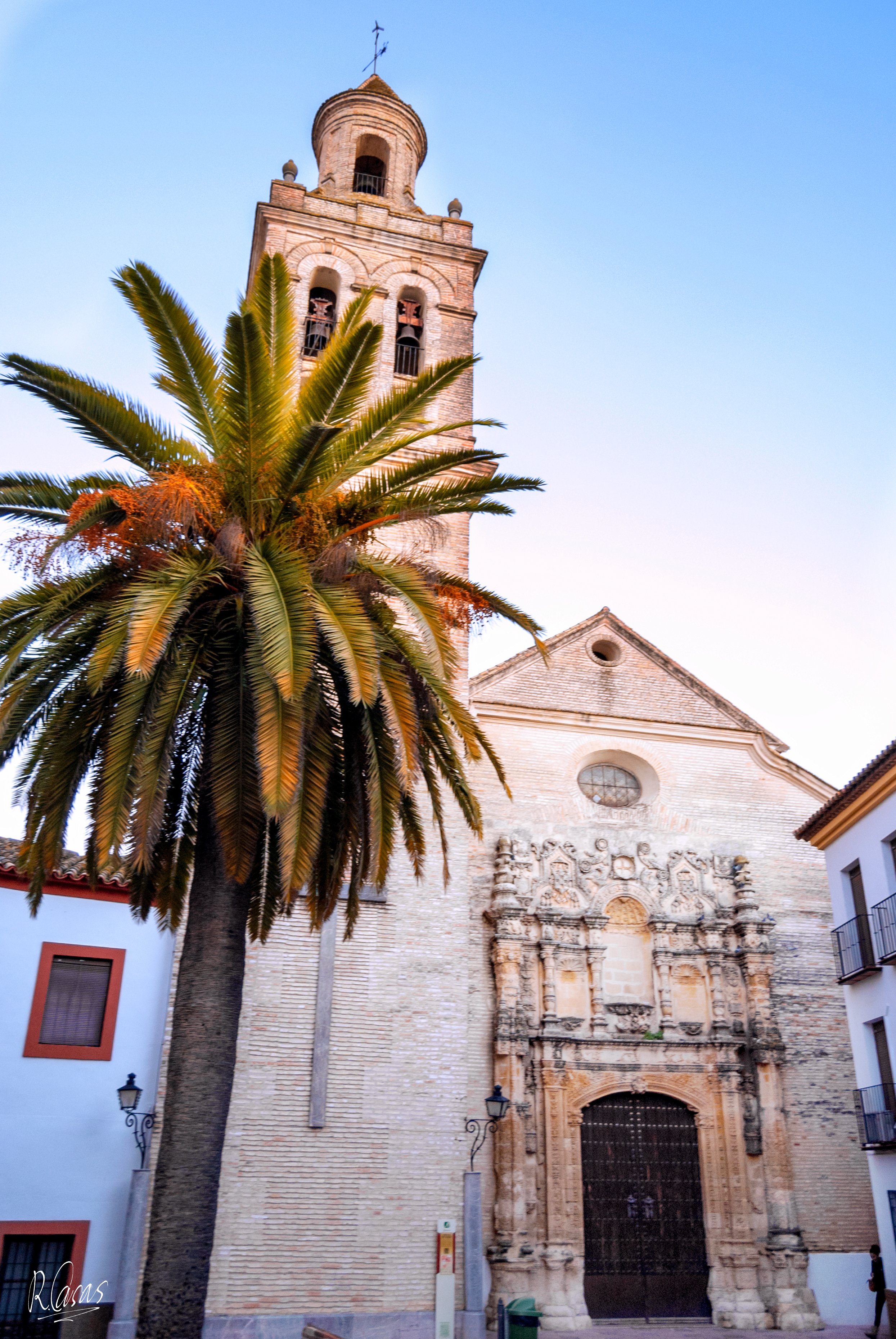
Iglesia parroquial de Nuestra Señora de La Asunción.

#### Iglesia parroquial de Nuestra Señora de la Asunción
Aunque sus orígenes se remontan a la Edad Media, la actual iglesia se puede datar a partir del siglo XVI, fecha de construcción de la magnífica portada plateresca, obra del insigne Hernán Ruiz I, el Viejo. Posteriormente fue reformada a finales del siglo XVIII por Juan Hidalgo Palomero. El resultado fue una construcción de puro carácter neoclásico, con algunos vestigios de estilos artísticos anteriores. 
La talla de San Lorenzo Mártir, patrón de la ciudad de La Rambla, se encuentra en uno de los nichos de la parroquia.

#### Iglesia de la Santísima Trinidad
El extinto convento de la Santísima Trinidad se funda bajo la vocación de Nuestra Señora de los Remedios en la antigua ermita de Santa Brígida situada en la calle carrera, extramuros de la villa, el 20 de enero de 1527 con provisión del Obispo de Córdoba D. Fr. Juan de Toledo, siendo provincial de la Orden Fr. Iñigo Porcel. La iglesia del convento se bendice un año después, el día diez de agosto de 1528, por el padre Fr. Nicolás Guardado, abad de los Santos Mártires de Córdoba. 
𝔓𝔞𝔯𝔞 𝔤𝔩𝔬𝔯𝔦𝔞 𝔡𝔢 𝔩𝔞 𝔖𝔞𝔫𝔱í𝔰𝔦𝔪𝔞 𝔗𝔯𝔦𝔫𝔦𝔡𝔞𝔡 𝔶 𝔡𝔢 𝔩𝔞 𝔙𝔦𝔯𝔤𝔢𝔫 𝔖𝔞𝔫𝔱í𝔰𝔦𝔪𝔞 𝔡𝔢𝔩 𝕽𝔬𝔰𝔞𝔯𝔦𝔬, 𝔣𝔲𝔢 𝔣𝔲𝔫𝔡𝔞𝔡𝔬 𝔢𝔰𝔱𝔢 𝔠𝔬𝔫𝔳𝔢𝔫𝔱𝔬 𝔡𝔢 𝔩𝔞 𝔖𝔞𝔫𝔱í𝔰𝔦𝔪𝔞 𝔗𝔯𝔦𝔫𝔦𝔡𝔞𝔡 𝔡𝔢 𝔩𝔞 𝔳𝔦𝔩𝔩𝔞 𝔡𝔢 𝔩𝔞 𝕽𝔞𝔪𝔟𝔩𝔞 𝔠𝔬𝔫 𝔳𝔬𝔠𝔞𝔠𝔦ó𝔫 𝔡𝔢 𝔑𝔲𝔢𝔰𝔱𝔯𝔞 𝔖𝔢ñ𝔬𝔯𝔞 𝔡𝔢 𝔩𝔬𝔰 𝕽𝔢𝔪𝔢𝔡𝔦𝔬𝔰 𝔢𝔫 𝔩𝔞 𝔢𝔯𝔪𝔦𝔱𝔞 𝔮𝔲𝔢 𝔡𝔦𝔠𝔢 𝔡𝔢 𝔖𝔞𝔫𝔱𝔞 “𝔙𝔦𝔯𝔤𝔢𝔡𝔞” 𝔢𝔩 𝔞ñ𝔬 𝔡𝔢 𝔪𝔦𝔩 𝔶 𝔮𝔲𝔦𝔫𝔦𝔢𝔫𝔱𝔬𝔰 𝔶 𝔳𝔢𝔦𝔫𝔱𝔢 𝔶 𝔰𝔦𝔢𝔱𝔢 𝔢𝔫 𝔳𝔢𝔦𝔫𝔱𝔢 𝔡𝔢 𝔢𝔫𝔢𝔯𝔬 𝔠𝔬𝔫 𝔭𝔯𝔬𝔳𝔦𝔰𝔦ó𝔫 𝔡𝔢𝔩 𝔬𝔟𝔦𝔰𝔭𝔬 𝔡𝔢 𝕮ó𝔯𝔡𝔬𝔟𝔞, 𝔇𝔫. 𝔉𝔯. 𝔍𝔬𝔞𝔫 𝔡𝔢 𝔗𝔬𝔩𝔢𝔡𝔬 𝔰𝔦𝔢𝔫𝔡𝔬 𝔭𝔯𝔬𝔳𝔦𝔫𝔠𝔦𝔞𝔩 𝔢𝔩 𝔪𝔲𝔶 𝕽𝔳𝔡𝔬. 𝔓𝔞𝔡𝔯𝔢 𝔉𝔯. 𝕴ñ𝔦𝔤𝔬 𝔓𝔬𝔯𝔠𝔢𝔩, 𝔶 𝔠𝔬𝔫 𝔰𝔲 𝔭𝔬𝔡𝔢𝔯 𝔢𝔩 𝔭𝔞𝔡𝔯𝔢 𝔉𝔯. 𝔉𝔯𝔞𝔫𝔠𝔦𝔰𝔠𝔬 𝔐𝔲ñ𝔬𝔷 𝔭𝔬𝔯 𝔮𝔲𝔦𝔢𝔫 𝔣𝔲𝔢 𝔱𝔬𝔪𝔞𝔡𝔞 𝔩𝔞 𝔭𝔬𝔰𝔢𝔰𝔦ó𝔫 𝔞𝔫𝔱𝔢 𝕽𝔬𝔡𝔯𝔦𝔤𝔬 𝔡𝔢 𝖅𝔲𝔯𝔦𝔱𝔞, 𝔫𝔬𝔱𝔞𝔯𝔦𝔬 𝔞𝔭𝔬𝔰𝔱ó𝔩𝔦𝔠𝔬 𝔰𝔦𝔢𝔫𝔡𝔬 𝕽𝔢𝔠𝔱𝔬𝔯 𝔡𝔢 𝔩𝔞 𝕴𝔤𝔩𝔢𝔰𝔦𝔞 𝔡𝔢 𝔢𝔰𝔱𝔞 𝔳𝔦𝔩𝔩𝔞 𝔇𝔦𝔢𝔤𝔬 𝔉𝔢𝔯𝔫á𝔫𝔡𝔢𝔷 𝔡𝔢 𝔙𝔦𝔩𝔩𝔞 𝔪𝔢𝔡𝔦𝔞𝔫𝔞 𝔭𝔬𝔯 𝔮𝔲𝔦𝔢𝔫 𝔩𝔢 𝔣𝔲𝔢 𝔡𝔞𝔡𝔞 𝔩𝔞 𝔬𝔱𝔯𝔞 𝔭𝔬𝔰𝔢𝔰𝔦ó𝔫 𝔠𝔬𝔪𝔬 𝔪á𝔰 𝔩𝔞𝔯𝔤𝔞𝔪𝔢𝔫𝔱𝔢 𝔭𝔞𝔯𝔢𝔠𝔢𝔯á 𝔭𝔬𝔯 𝔩𝔬𝔰 𝔭𝔞𝔭𝔢𝔩𝔢𝔰 𝔮𝔲𝔢 𝔢𝔰𝔱á𝔫 𝔢𝔫 𝔢𝔩 𝔞𝔯𝔠𝔞 𝔡𝔢 𝔡𝔢𝔭ó𝔰𝔦𝔱𝔬.

𝔇𝔢𝔰𝔭𝔲é𝔰 𝔡𝔢 𝔩𝔬 𝔮𝔲𝔞𝔩 𝔭𝔞𝔯𝔢𝔠𝔢 𝔮𝔲𝔢 𝔢𝔫 𝔡𝔦𝔢𝔷 𝔡í𝔞𝔰 𝔡𝔢 𝔞𝔤𝔬𝔰𝔱𝔬 𝔞ñ𝔬 𝔡𝔢 𝔪𝔦𝔩 𝔶 𝔮𝔲𝔦𝔫𝔦𝔢𝔫𝔱𝔬𝔰 𝔶 𝔳𝔢𝔦𝔫𝔱𝔢 𝔶 𝔬𝔠𝔥𝔬 𝔭𝔬𝔯 𝔢𝔩 𝔪𝔦𝔰𝔪𝔬 𝔖𝔯. 𝔒𝔟𝔦𝔰𝔭𝔬 𝔡𝔢 𝕮ó𝔯𝔡𝔬𝔟𝔞 𝔣𝔲𝔢 𝔡𝔞𝔡𝔞 𝔩𝔦𝔠𝔢𝔫𝔠𝔦𝔞 𝔭𝔞𝔯𝔞 𝔮𝔲𝔢 𝔠𝔲𝔞𝔩𝔮𝔲𝔦𝔢𝔯𝔞 𝔡𝔢 𝔩𝔬𝔰 𝔬𝔟𝔦𝔰𝔭𝔬𝔰 𝔬 𝔞𝔟𝔞𝔡𝔢𝔰 𝔞 𝔮𝔲𝔦𝔢𝔫𝔢𝔰 𝔬 𝔞𝔫𝔱𝔢 𝔮𝔲𝔦𝔢𝔫 𝔣𝔲𝔢𝔰𝔢 𝔭𝔯𝔢𝔰𝔢𝔫𝔱𝔞𝔡𝔞 𝔩𝔞 𝔡𝔦𝔠𝔥𝔞 𝔩𝔦𝔠𝔢𝔫𝔠𝔦𝔞 𝔭𝔲𝔡𝔦𝔢𝔰𝔢 𝔟𝔢𝔫𝔡𝔢𝔠𝔦𝔯 𝔲𝔫𝔞 𝔦𝔤𝔩𝔢𝔰𝔦𝔞 𝔡𝔢𝔩 𝔪𝔬𝔫𝔞𝔰𝔱𝔢𝔯𝔦𝔬 𝔡𝔢 𝔫𝔲𝔢𝔰𝔱𝔯𝔞 𝔖𝔢ñ𝔬𝔯𝔞 𝔡𝔢 𝔩𝔬𝔰 𝕽𝔢𝔪𝔢𝔡𝔦𝔬𝔰 𝔡𝔢 𝔩𝔬𝔰 𝕽𝔢𝔩𝔦𝔤𝔦𝔬𝔰𝔬𝔰 𝔡𝔢 𝔩𝔞 𝔖𝔞𝔫𝔱í𝔰𝔦𝔪𝔞 𝔗𝔯𝔦𝔫𝔦𝔡𝔞𝔡 𝔡𝔢 𝔩𝔞 𝔙𝔦𝔩𝔩𝔞 𝔡𝔢 𝔏𝔞 𝕽𝔞𝔪𝔟𝔩𝔞, 𝔶 𝔢𝔫 𝔰𝔲 𝔠𝔲𝔪𝔭𝔩𝔦𝔪𝔦𝔢𝔫𝔱𝔬 𝔣𝔲𝔢 𝔥𝔢𝔠𝔥𝔞 𝔩𝔞 𝔡𝔦𝔠𝔥𝔞 𝔟𝔢𝔫𝔡𝔦𝔠𝔦ó𝔫 𝔭𝔬𝔯 𝔢𝔩 𝔖𝔯. 𝔇. 𝔉𝔯𝔞𝔶 𝔑𝔦𝔠𝔬𝔩á𝔰 𝔊𝔲𝔞𝔯𝔡𝔞𝔡𝔬 𝔞𝔟𝔞𝔡 𝔡𝔢 𝔩𝔬𝔰 𝔖𝔞𝔫𝔱𝔬𝔰 𝔐á𝔯𝔱𝔦𝔯𝔢𝔰 𝔡𝔢 𝕮ó𝔯𝔡𝔬𝔟𝔞, 𝔭𝔞𝔰ó 𝔩𝔞 𝔭𝔯𝔬𝔳𝔦𝔰𝔦ó𝔫 𝔞𝔫𝔱𝔢 𝔓𝔢𝔡𝔯𝔬 𝕽𝔲𝔦𝔷, 𝔫𝔬𝔱𝔞𝔯𝔦𝔬 𝔞𝔭𝔬𝔰𝔱ó𝔩𝔦𝔠𝔬.
El Convento llegó a convertirse en uno de los más importantes que tuvo esta Orden en Andalucía, celebrándose en él la mayoría de los Capítulos Generales.
Exclaustrado en 1835, se hace cargo del sostenimiento de la iglesia y su culto la Hermandad del Santísimo Cristo de la Expiración y María Santísima de los Dolores. Posteriormente, en 1893 los trinitarios regresaron al Convento, concediéndole el obispado de Córdoba la Iglesia y los respectivos bienes muebles, hasta 1960 que marcharon definitivamente.
En el inmueble destacan los valores artísticos y arquitectónicos de las dos crujías que se conservan del antiguo Convento. Asimismo, es de interés la sencillez compositiva del trazado y configuración espacial de la nave principal de la iglesia, en la que los elementos constructivos y decorativos se resuelven con un clasicismo renacentista, si bien con ciertas alteraciones que se adscriben al estilo manierista protobarroco de fines del siglo XVI e inicios del XVII. Esta misma sencillez se aplica a la ordenación de la portada, realizada en piedra y actualmente pintada en tonos rojizos.

#### Castillo
Solo se conservan la torre del homenaje (musealizada dentro) y un lienzo de la muralla. La torre, construida a tapial, es de planta cuadrada.

#### Ermita de la Inmaculada Concepción
Construida en el siglo XVIII.

#### Iglesia Conventual del Espíritu Santo

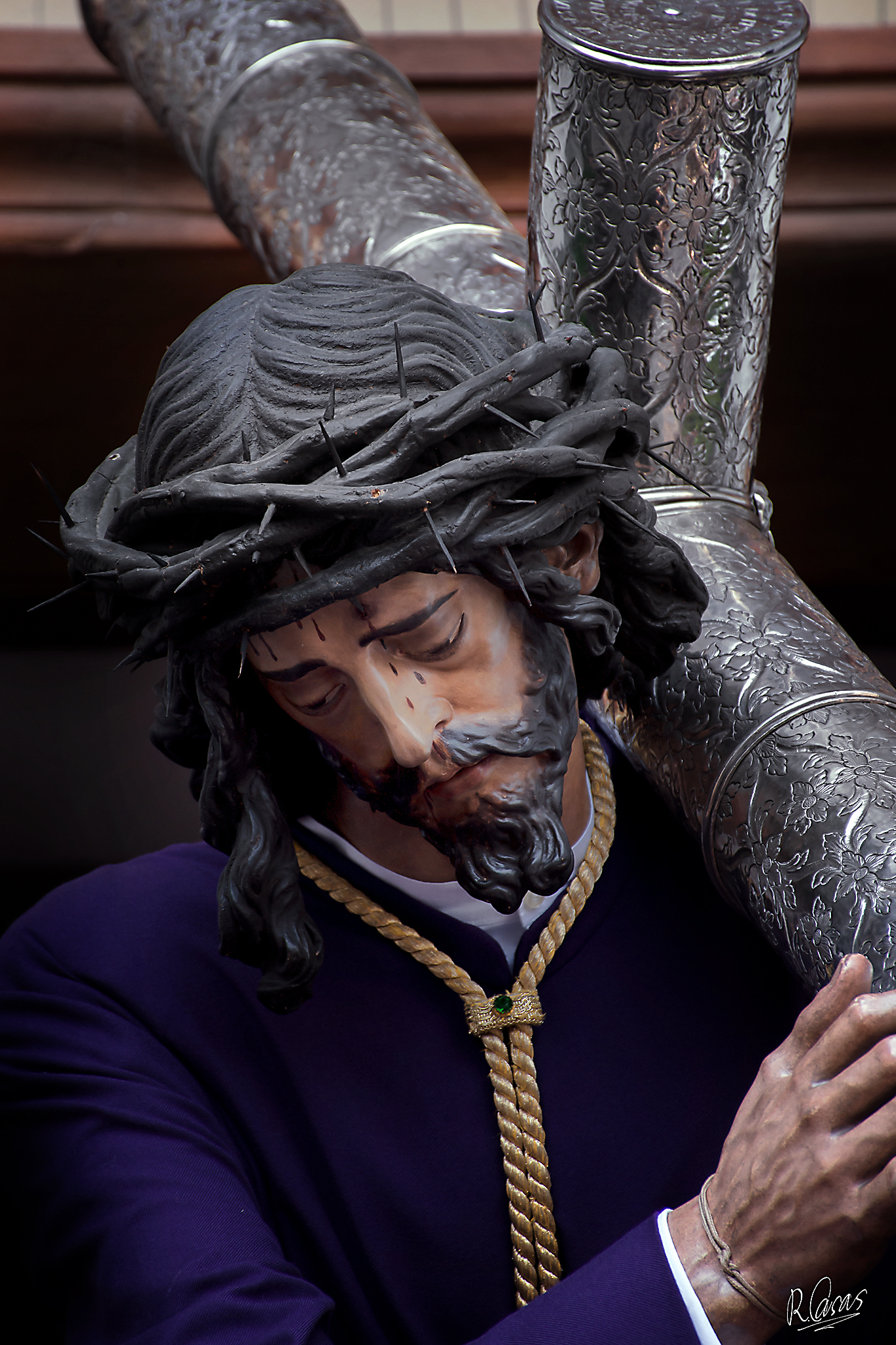
Nuestro Padre Jesús de Nazareno (Juan de Mesa, 1622). Iglesia Conventual del Espíritu Santo.

Fundado por el rey Pedro I de Castilla el 25 de marzo de 1353 para los canónigos del Sancti Spiritu cuya misión principal era la recogida de niños expósitos (huérfanos). Se puede confirmar que la primitiva iglesia fue de estilo gótico, ya que se conservan las piedras talladas de la portada del templo desaparecido. La actual construcción data del siglo XIX debido al incendio provocado por las tropas napoleónicas que calcinó la primitiva iglesia en su retirada ante el avance de los españoles durante la Guerra de la Independencia de 1812. Su reconstrucción se realizó en 1818, utilizando el estilo neoclásico, con una planta en cruz Latina de una sola nave de medio cañón sostenida por pilastras con lunetas. Cúpula semiesférica en el crucero, y ábside con retablo y camarín. Portada neoclásica con pórtico de gran altura con arco de medio punto y una torre barroca de ladrillo de tres cuerpos girada 45° en dirección a la nave. En el altar mayor se encuentra la talla de Nuestro Padre Jesús de Nazareno.
La imagen de Nuestro Padre Jesús de Nazareno es, sin lugar a dudas, uno de los símbolos de la ciudad de La Rambla. Encargada por el mayordomo de Cofradía de los Nazarenos del Santi Spiritu, Juan de Escamilla, el 1 de abril del año de 1621, al insigne imaginero de origen cordobés, Juan de Mesa. La cancelación del contrato de hechura, y correspondiente llegada a la villa, fue el día 4 de marzo de 1622. Se trata de una talla muy similar a la del Gran Poder de la ciudad de Sevilla, cuyos rasgos quedan más que evidentes. Fue concebido para vestir, aunque a diferencia del Nazareno del Gran Poder, el rambleño tiene totalmente tallado el cuerpo, las piernas y el sudario. 
En el año 2022, se conmemora el IV centenario de la hechura y llegada de Nuestro Padre Jesús Nazareno a La Rambla. Por ello, la Santa Sede ha concedido a la Hermandad y Cofradía de Nuestro Padre Jesús Nazareno un Año Jubilar

#### Ermita del Calvario
Situada en un cerro conocido como cerro del Mentidero. El rey Pedro I de Castilla, colocó en dicho emplazamiento un monolito con el fin de perpetuar la memoria de la rendición de Aguilar por la sublevación de Fernández Coronel en 1353. Su hermano, sucesor de la corona, decidió eliminar dicho monumento y en su lugar emplazar una ermita bajo el título Ntra. Sra. del Calvario. Dicha ermita tuvo frecuentes modificaciones e incluso se volvió a edificar completamente con un estilo neoclásico en 1843. 

#### Torre de las Monjas del antiguo convento de las Dominicas
Fue construida en el año 1757 en estilo barroco, por el maestro de alarife Francisco Ambrosio de León, natural de La Rambla. Se trata del único remanente del antiguo Convento de las Dominicas de la Consolación.
Murallas ( de época almohade, quedan algunos lienzos junto al parque).
Casas Señoriales y Nobiliarias
Existen algunas interesantes muestras de arquitectura civil repartidas por el centro de la localidad donde destacan sus fachadas y escudos. La mayoría son de entre los siglos XVI y XVIII.

## Museos
- La Casa Museo Alfonso Ariza, dedicada al escultor, pintor y ceramista local Alfonso Ariza Moreno.[22]
- El Museo de la Cerámica dedicado a la gran tradición de la artesanía de la cerámica existente en la localidad.[23]

## Artesanía

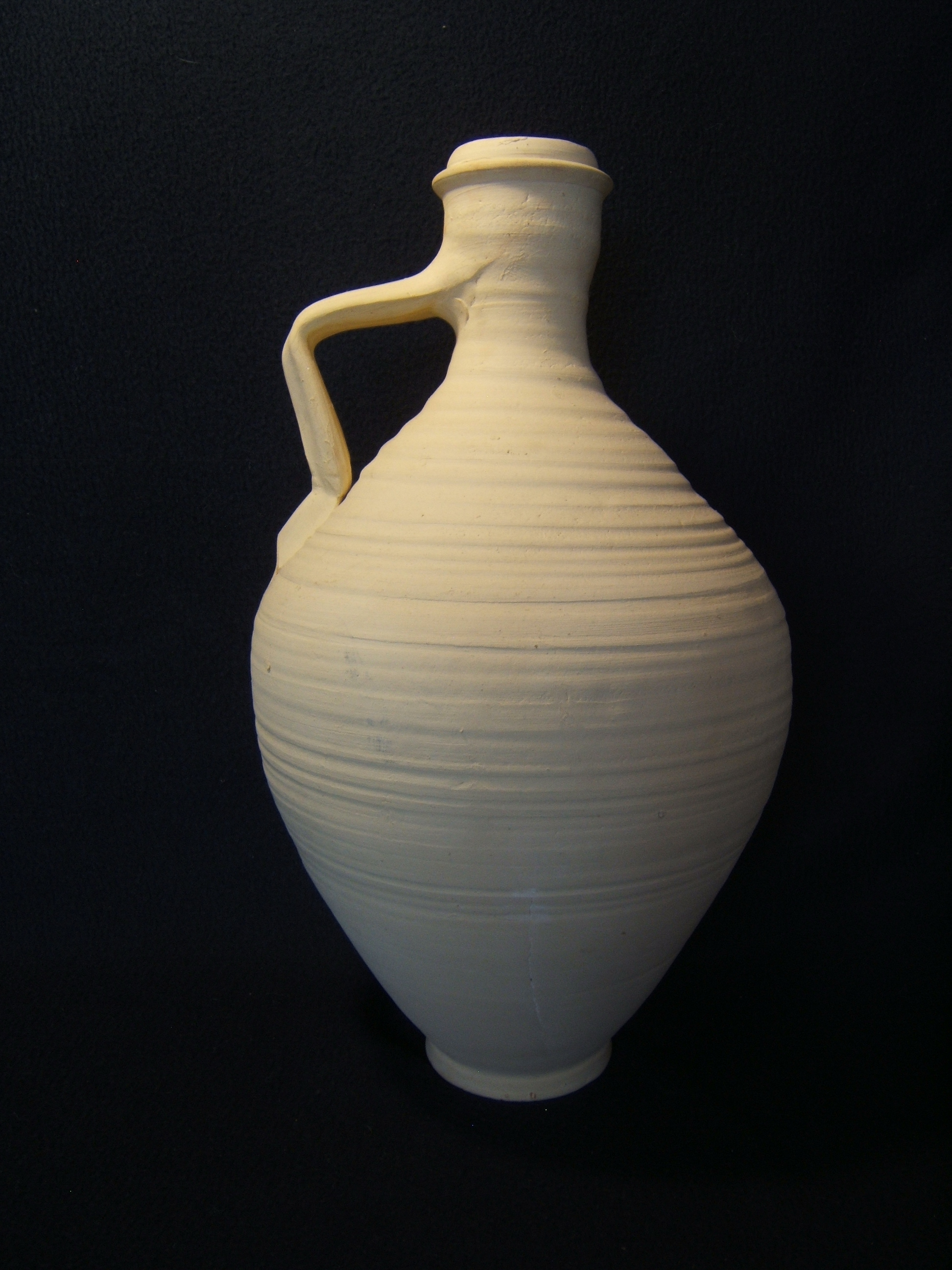
Cántaro cerámico de La Rambla

La artesanía rambleña se manifiesta principalmente en forma de barro, que el alfarero moldea para convertir en auténticas obras de arte.
La alfarería rambleña no tiene origen determinado en el tiempo, aunque ya en la prehistoria, los antiguos pobladores de esta zona cultivaban este oficio, como lo demuestran los vasos campaniformes encontrados en el yacimiento de la Minilla, con una antigüedad de más de cuatro milenios.
La materia prima utilizada en los alfares ha sido el barro de la zona. Se trata de un barro arcilloso de color amarillento llamado "greda", que el alfarero extraía de las canteras situadas a 2 km de la localidad. Este barro seguía un proceso manual, tarea agotadora, hasta quedar preparado para que el alfarero diera forma a unas piezas, que en un principio, fueron principalmente funcionales. Una vez terminadas, se ponían a secar a la sombra para introducirlas después en el tradicional horno moruno, de planta circular y estructura abovedada, donde se sometían a una única cochura llamada bizcocho.
Aún quedan algunos hornos morunos en funcionamiento en la localidad, produciendo cerámica artesanal y tradicional: jarras de cuatro picos, macetas, cántaros y el tradicional botijo rambleño.
A partir de 1930, la cerámica rambleña experimenta una radical transformación con la introducción del vidriado. Esta nueva modalidad abre nuevas posibilidades: aparecen nuevas piezas, principalmente orientadas hacia la cerámica ornamental, que transforman la forma artesanal en una alfarería industrializada.
Con el vidriado aparecen nuevos estilos, tanto de formas como decorativos. De los últimos destacamos la montería y cerámica califal, por ser piezas muy características de la localidad.
Además de la alfarería, la artesanía rambleña cuenta con excelentes maestros talladores de madera y con forjadores de hierro, que continúan trabajando de forma artesanal estos materiales.

## Fiestas
- Carnaval (febrero)
- Semana Santa de La Rambla (marzo/abril)
- Cruces de Mayo (mayo)
- Romería de San Isidro Labrador (15 de mayo)
- Feria y fiestas de San Lorenzo (10 al 12 de agosto)

- Otras:
  - Cabalgata de Reyes Magos
  - Día de Andalucía
  - Día de la Constitución
  - Bajada de Autos Locos de La Rambla
  - Verbena popular de Santa Ana
  - Verbena popular de las Casas Nuevas

## Paisanos ilustres
Don Antonio Prieto Lucena  nombrado Obispo Complutense en Alcalá de Henares el 10 de junio de 2023

## Ciudades hermanadas
- Ondres, Francia[24]